# Alişer
Alişer (* 1882 in İmranlı, Sivas; † 9. Juli 1937 in Ovacık, Tunceli) war ein kurdischer Nationalist, Dichter und Mitgründer der pro-kurdischen Partei Kürdistan Teali Cemiyeti.

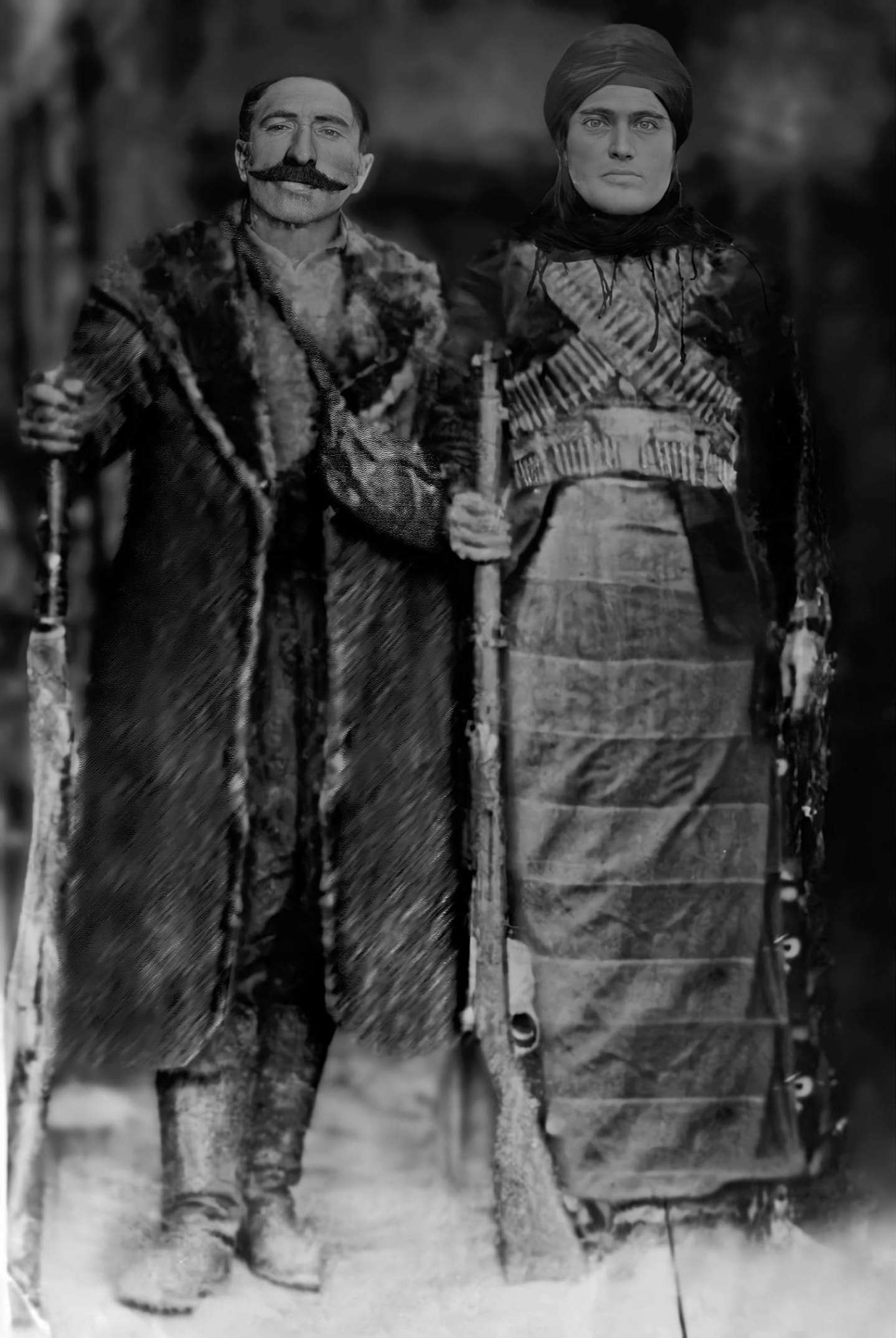
Alîşêr und seine Ehefrau Zarife Xatun in ihrem Versteck in Tunceli. Aufnahme wahrscheinlich aus den 1930er Jahren

Alişer gilt als Anführer des Koçgiri-Aufstandes im Jahre 1920 vor der Gründung der Türkischen Republik.
In den nachfolgenden Jahren unterstützte er Seyit Rıza, den Anführer des Dersim-Aufstandes 1937/38, und führte den Aufstand mit an. Während des Aufstandes wurde er mit seiner Frau am 9. Juli 1937 von Leuten, die sich als Unterstützer der Rebellion ausgaben, in einen Hinterhalt gelockt und getötet.